# Referéndum constitucional de Serbia de 2006
Fue referéndum sobre un proyecto de propuesta de la nueva constitución de Serbia se llevó a cabo el 28 de octubre y el 29 de octubre de 2006 y dio como resultado el proyecto de constitución de ser aprobado por el electorado de Serbia. La constitución es la primera de Serbia como estado independiente desde la constitución del Reino de Serbia de 1903. Más de 6,6 millones de personas tenían derecho a votar en el referéndum nacional.

## La constitución
En el primer artículo, Serbia se define como un "estado del pueblo serbio y todos sus ciudadanos", y en el preámbulo, Kosovo se define como una "parte integral" de Serbia con "autonomía fundamental". Además, define a Serbia como un estado independiente por primera vez desde 1918. Además, hace que el cirílico sea el único alfabeto para uso oficial, al tiempo que establece disposiciones para que las lenguas minoritarias se utilicen a nivel local.
Las diferencias entre la nueva constitución y la adoptada en 1990 incluyen las siguientes:
- Solo se reconoce la propiedad privada, corporativa y pública; Los bienes sociales dejaron de existir y fueron transferidos a privados.
- Los ciudadanos extranjeros pueden convertirse en propietarios de propiedades.
- Por primera vez, la constitución menciona "valores y estándares europeos".
- Se concede plena independencia al Banco Nacional de Serbia.
- Se concede autonomía económica a Vojvodina.
- Serbia tiene un himno oficial, Bože Pravde.
- Los derechos de los consumidores, madres, niños, minorías están especialmente protegidos.
- Todo ciudadano tiene derecho a obtener información de importancia pública.
- El matrimonio se define como la "unión de un hombre y una mujer".

## Resultados
|  | 97,31 % |

|  | 2,69 % |

|  | 99,28 % |

|  | 0,71 % |

|  | 100 % |

|  | 54,91 % |

## Reacciones
El referéndum y el texto de la nueva Constitución serbia han sido duramente criticados por International Crisis Group.
A pesar de los inconvenientes, la Unión Europea y la Organización para la Seguridad y la Cooperación en Europa respaldaron los cambios propuestos. Cristina Gallach, portavoz del Alto Representante de la UE para Política Exterior y de Seguridad, Javier Solana, afirmó que "[la UE] valora positivamente el hecho de que Serbia está cambiando la Constitución desde la época de Slobodan Milošević". 